# Seleção do Suriname de Futebol Feminino
A Seleção do Suriname de Futebol Feminino representa o Suriname no futebol feminino internacional.